# 伏毛山豆根
伏毛山豆根（学名：Euchresta horsfieldii）为豆科山豆根属下的一个种。

## 扩展阅读
- 維基物種上的相關：伏毛山豆根